# Eine große Liebe (1949)
Eine große Liebe ist ein deutscher Musikfilm von Hans Bertram aus dem Jahre 1949.

## Handlung
Die Adelige Sabine heiratet unter ihrem Stand ihren bürgerlichen Jugendfreund. Als der längere Zeit nicht aus dem Ersten Weltkrieg zurückkehrt, rutscht sie immer mehr in die Halbwelt ab. Erst im Alter finden die beiden wieder zueinander.

## Hintergrund
Hans Bertram schrieb das Drehbuch zusammen mit seiner Frau Gisela Uhlen, die auch die Hauptrolle übernahm. Die Tochter der beiden, Barbara Bertram, debütierte im Alter von vier Jahren vor der Kamera. Wie schon in Symphonie eines Lebens (1942) kam der Filmmusik eine besondere Bedeutung zu, Dialoge wurden sparsam eingesetzt. An den Ballszenen, die aus Kostengründen nicht in Kulissen, sondern direkt im Kurhaus Baden-Baden gedreht wurden, nahmen für eine Tagesgage von 15 Mark über 500 Statisten aus der Stadt in meist selbst mitgebrachten historischen Kleidern teil. Auch auf dem Marktplatz von Linz am Rhein, nahe dem Filmstudio in Remagen, wurden mit der Bevölkerung historisierende Massenszenen gedreht.

## Veröffentlichung
Eine große Liebe eröffnete mit seiner Welturaufführung die Spielzeit 1949/50 im Berliner Marmorhaus und wurde sofort wieder abgesetzt. Das Publikum hatte durch ironisches Klatschen, Lachen und Schimpfen sein Missfallen ausgedrückt und konnte selbst von der vierjährigen Barbara Bertram und ihrer Mutter im Filmkleid nicht beruhigt werden. Auch in Hamburg fiel der Film durch. Jedoch wurde er auf den Filmfestspielen in Cannes nach Schweden verkauft. In Österreich kam er unter dem Titel Sabine in die Kinos.

## Kritiken
„Das ungelenk inszenierte Melodram ist ... ein Misserfolg.“

„Der Film wurde nicht nur wegen seiner hilflosen Symbole und der weinerlichen Handlung ausgelacht. Bertram will die Poesie wie mit der Zeitlupe erzwingen. Es dauert eine Viertelstunde, bis ein Glas Kognak bedeutungsvoll an die Lippen geführt ist.“

„Wer erst kürzlich in dem Film „Eine große Liebe“ erlebt hat, daß eine ungewöhnlich begabte Schauspielerin wie Elisabeth Flickenschildt sich an falsche und pathetische Theatertöne gewöhnt hat, seitdem wir sie in Berlin nicht gesehen haben, der muß darauf achten, daß der Film ein Hüter und Bewahrer der echten Begabungen bleibt.“